# Rinorea neglecta
Rinorea neglecta är en violväxtart som beskrevs av Noel Yvri Sandwith. Rinorea neglecta ingår i släktet Rinorea och familjen violväxter. Inga underarter finns listade i Catalogue of Life.